# Istocheta sublutescens
Istocheta sublutescens är en tvåvingeart som beskrevs av Herting 1975. Istocheta sublutescens ingår i släktet Istocheta och familjen parasitflugor.
Artens utbredningsområde är Schweiz. Inga underarter finns listade i Catalogue of Life.